# 三重県道639号名越長明寺線
三重県道639号名越長明寺線（みえけんどう639ごう なごしちょうみょうじせん）は、三重県亀山市を通る一般県道である。

## 概要
亀山市田村町から亀山市長明寺町に至る。
路線名にある「名越」（なごし）は、亀山市田村町の小字であり、伊勢国鈴鹿郡田村の枝郷であった。路線認定当初の起点は「名越町」となっていたが、実際には町名ではなく、2002年（平成14年）に能褒野町に変更された。
南北朝時代には「那越御園」と称し、伊勢神宮豊受大神宮（外宮）の御園であった。また、名串とも表記した。

### 路線データ
- 起点：亀山市田村町（字西山1889番4[6]：名越交差点、三重県道637号辺法寺加佐登停車場線交点）
- 終点：亀山市長明寺町（字中一色594番地先[6]：長明寺交差点、国道306号交点）
- 総延長：2,539 m

## 歴史
- 1959年（昭和34年）1月25日 - 路線認定[1]。

## 路線状況

### 道路施設

#### 橋梁
- 能褒野橋（安楽川、亀山市）

### 交通量
平日12時間交通量
| 地点             | 交通量  |
| ---------------- | ------- |
| 亀山市田村町名越 | 6,966台 |

## 地理

### 通過する自治体
- 三重県
  - 亀山市

### 交差する道路
| 交差する道路                      | 交差する場所 | 交差する場所        |
| --------------------------------- | ------------ | ------------------- |
| 三重県道637号辺法寺加佐登停車場線 | 田村町       | 名越交差点 / 起点   |
| 三重県道641号平野亀山線           | 田村町       | 鳶ヶ尾交差点        |
| 国道306号                         | 長明寺町     | 長明寺交差点 / 終点 |

### 沿線
- のぼのの森公園
  - 能褒野神社
- 能褒野橋
- 田村町公民館
- 亀山市立中部中学校